# 6227 Alanrubin
A 6227 Alanrubin (ideiglenes jelöléssel 1981 EQ42) egy kisbolygó a Naprendszerben. Schelte J. Bus fedezte fel 1981. március 2-án.